# Chay lá to
Artocarpus lakoocha là một loài thực vật có hoa trong họ Moraceae. Loài này được Roxb. mô tả khoa học đầu tiên năm 1832.
Đây là một loài cây thường xanh nhiệt đới thuộc họ Moraceae. Loài cây này được phân phối trên khắp Tiểu lục địa Ấn Độ và Đông Nam Á. Cây có giá trị cho gỗ của nó; quả của nó có thể ăn được và được cho là có giá trị dược liệu. Ở Đông Bắc Thái Lan, gỗ được sử dụng để làm pong lang, một nhạc cụ truyền thống địa phương.
Chất oxyresveratrol có thể được phân lập từ gỗ của A. lakoocha cũng như ở Puag Haad, bột màu nâu nhạt thu được từ dịch chiết của dăm gỗ của A. lakoocha Roxb bằng cách đun sôi, sau đó bay hơi chậm rồi làm mát. Thuốc truyền thống này có hiệu quả chống lại sán lá ruột Haplorchis taichui hoặc chống lại bệnh lậu.
Cây này được đề cập trong Arthashastra. 

## Hình ảnh

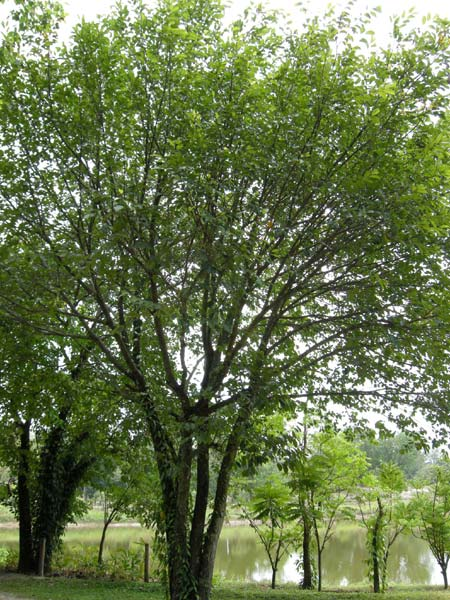
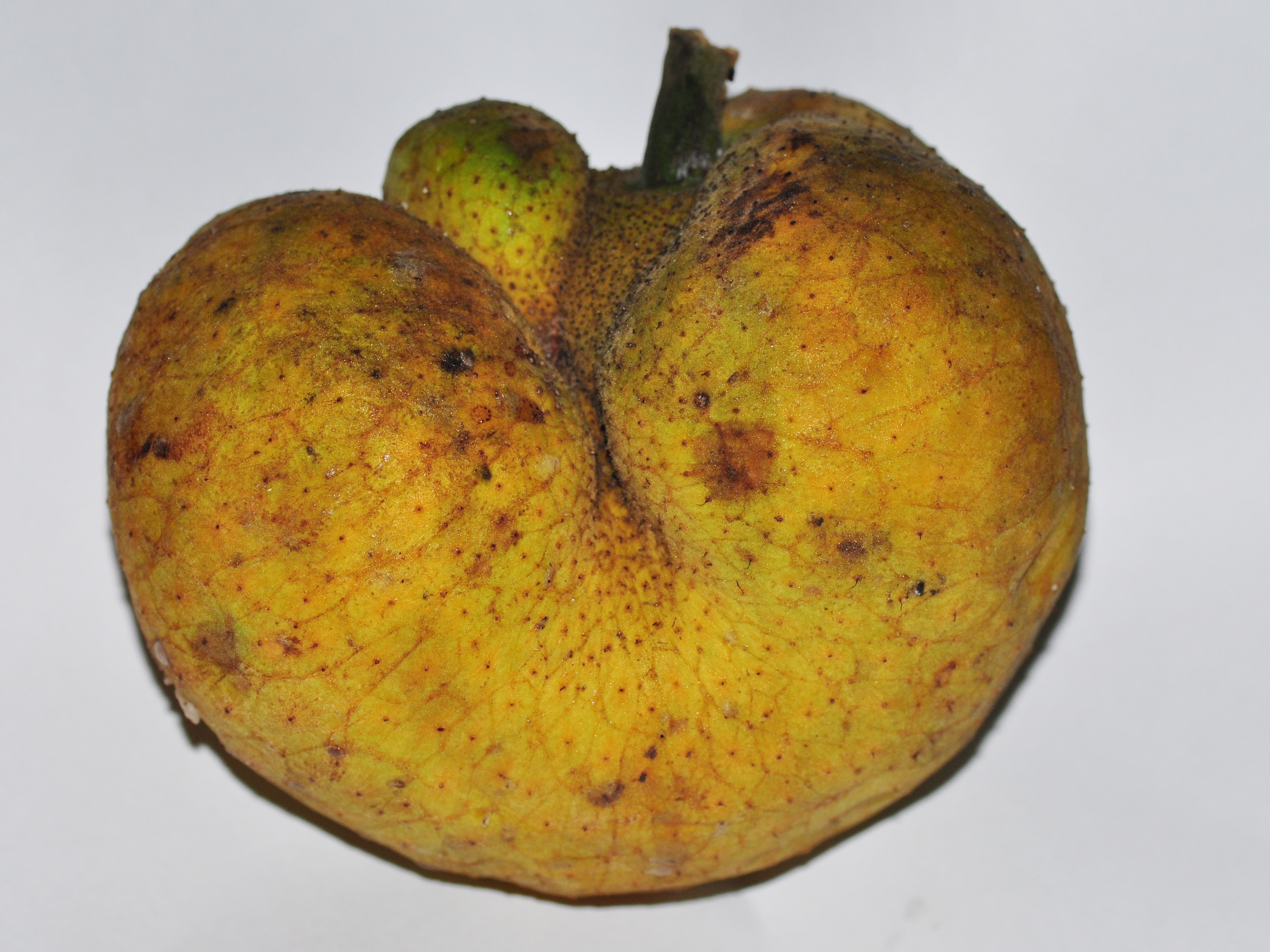
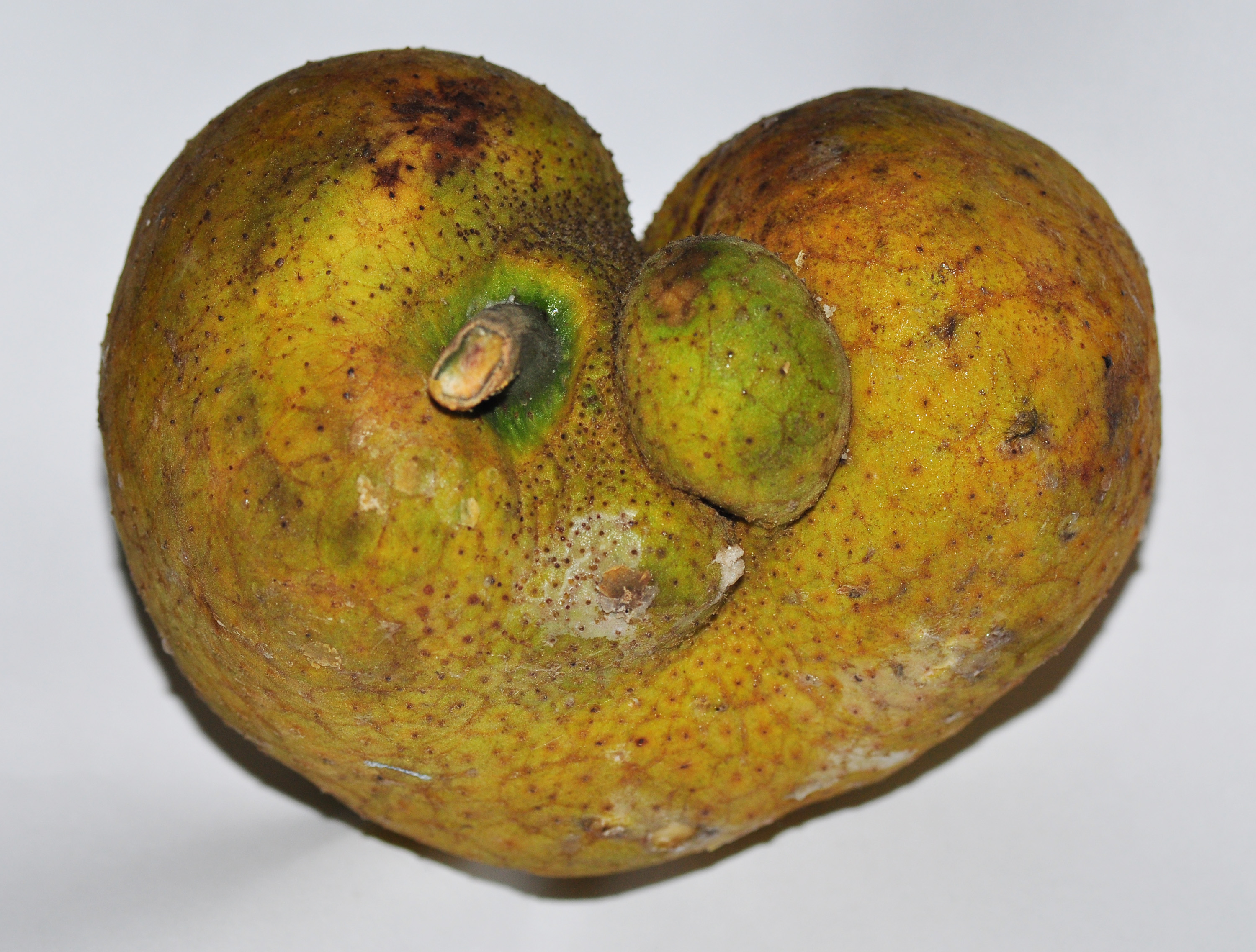
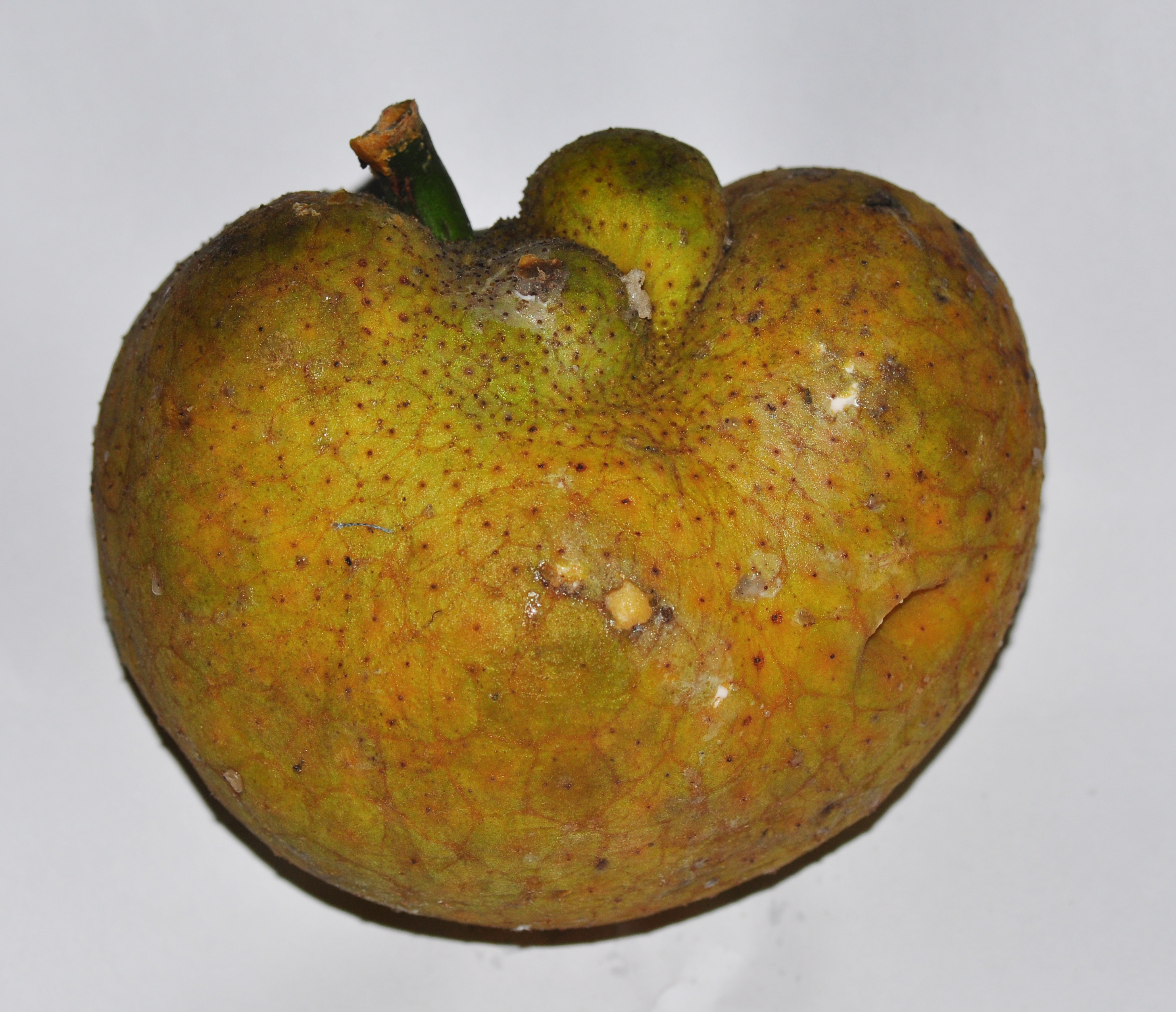